# Frederick Catherwood
Pour les articles homonymes, voir Catherwood.
Frederick Catherwood, né le 27 février 1799 à Hackney (borough londonien de Hackney) et mort le 20 septembre 1854 dans l'océan Atlantique, est un illustrateur et architecte britannique célèbre pour avoir illustré la découverte des ruines de la civilisation maya lors des expéditions de John Lloyd Stephens. Même si Catherwood n'est pas le premier occidental à explorer certaines des cités mayas, il est cependant le premier à illustrer avec précision ce qu’il y voit, au contraire de ses prédécesseurs qui, comme Jean-Frédéric Waldeck, ont parfois eu une imagination débordante. Ses dessins ont donc une grande valeur archéologique, puisque certains sites se sont dégradés par la suite, mais aussi artistique.

## Biographie
Catherwood est né dans la banlieue londonienne de Hoxton.
Après avoir suivi une série de conférences sur Piranesi à la Royal Academy en 1820, il s’intéresse à l’architecture et plus particulièrement aux monuments antiques. Il est alors invité par le peintre John Severn à se rendre à Rome où il étudie l’architecture classique.
En 1824, alors qu’il est en Égypte pour peindre, il rencontre Robert Hay qui s’intéresse à ses dessins et l’invite à l’accompagner dans une expédition sur le Nil afin de dessiner et étudier les ruines de l’Égypte antique. Il revient à Londres en 1835 après 9 ans d’exploration.
Il rencontre alors John Lloyd Stephens lors d’un show de Brudford Panorama, entreprise à laquelle Catherwood est associé, et ils deviennent amis. Après l’incendie de New York en 1835, Catherwood se rend aux États-Unis, à l’insistance de Stephens, pour participer à la reconstruction de la ville en tant qu’architecte.
En octobre 1839, Stephens part en mission diplomatique en Amérique centrale et emmène Catherwood avec lui. Le 17 novembre, ils commencent l’exploration de Copán que Stephens achète pour 50 dollars, Catherwood y réalisant ses premiers dessins de la civilisation maya. Ils sont interrompus dans leurs explorations par les obligations diplomatiques de Stephens. Celles-ci menées a bien, ils explorent ensuite Palenque puis Uxmal. Catherwood tombe alors malade et ils sont obligés de rentrer à New York en juillet 1840.

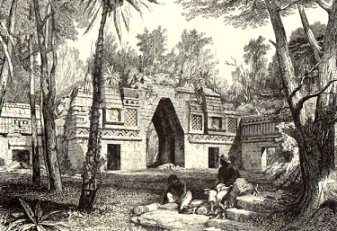
Arche de Labná, par Catherwood

En octobre 1840, ils repartent pour une nouvelle expédition. Ils explorent alors Mayapan, Uxmal à nouveau, puis rayonnant de cette ville vers de nombreux sites à travers la région, terminant leur voyage par Labná, Chichén Itzá, Cobá et Tulum.
Ils reviennent aux États-Unis en juin 1841. En 1843, Stephens publie Incident of travels in Central America, le récit de leurs voyages, illustré de 120 dessins de Catherwood, qui connaît un rapide succès. Catherwood réédite le livre en 1854, après la mort prématurée de Stephens, y ajoutant une courte biographie de celui-ci.
En septembre 1854, il s’embarque vers la Californie sur le SS Arctic qui, dans un brouillard épais, percute un autre bateau au large de Terre-Neuve. Catherwood meurt noyé ainsi que 300 autres passagers.